# Ма (кана)
ま в хирагане и マ в катакане — символы японской каны, используемые для записи ровно одной моры. В системе Поливанова записывается кириллицей: «ма», в международном фонетическом алфавите звучание записывается: /ma/. В современном японском языке находится на тридцать первом месте в слоговой азбуке.

## Происхождение
ま и マ появились в результате упрощённого написания кандзи 末.

## Написание
|  |  |

## Коды символов вкодировках
- Юникод:
  - ま: U+307E,
  - マ: U+30DE.